# Jevgenyij Cibuk
Jevgenyij Cibuk (Szovjetunió, Csebarkul, 1978. február 2. –) orosz jégkorongozó.

## Karrier
Komolyabb junior karrierjét a WHL-es Lethbridge Hurricanesban kezdte 1996–1997-ben ahol 1998-ig játszott. Az 1996-os NHL-drafton a Dallas Stars választotta ki az ötödik kör 113. helyén. Felnőtt pályafutását az IHL-es Michigan K-Wings-ben kezdte 1998–1999-ben. 1999–2000-ben játszhatott a Dallas Starsban de csak az NHL előszezonjában, ami nem számít hivatalos NHL-es szereplésnek. Ezután a Michigan K-Wingsben és az Fort Wayne Kometsben játszott. 2000–2001-ben még az IHL-es Utah Grizzliesben szerepelt de a következő szezontól már hazája bajnokságában játszott. 2002–2007 között hat orosz csapatban fordult meg, míg végül 2007-ben végleg szögre akasztotta a korcsolyát. Visszavonulása után GM lett 2011-ben a Kontinentális Jégkorong Ligában szereplő Traktor Cseljabinszknél egy évre. 2012 óta VHL-es Cselmet Cseljabinszk GM-je.